# Eliška Jechová
Eliška Jechová, rozená Karvašová (17. května 1921, Holíč – 21. června 2015) byla česká spisovatelka.

## Životopisné údaje
Narodila se v Holíči na Slovensku, od roku 1930 žila ve Zlíně.
Literární tvorbě se začala věnovat od roku 1975. První formou její literární činnosti byly dopisy. Dopisovala si s otcem, který žil na Slovensku. Svou korespondenci následně rozšířila se známými osobnostmi, s Josefem Kemrem, Josefem Švejcarem, Radovanem Lukavským, Ebenem a dalšími. Osmnáct let si dopisovala se spisovatelem Františkem Kožíkem. Zasílala mu své práce a dostávala cenné rady a postřehy.
Zprvu byla okouzlena poezií – sonety od Elizabeth Barrettové-Browningové, Shakespeara a Michelangela. Hodně času věnovala tvorbě první sbírky Podzimní sonety.
Napsala své ohlédnutí za prožitým životem, které nazvala: Žila jsem ve XX. století a následně: Žila jsem ve XXI. století. Dále zachytila zajímavé životní příběhy některých baťovců. Své úvahy vtěsnala do knihy Dopisy synům a rozepsanou má knihu Dopisy vnoučatům.
Stala se dopisovatelkou novin Hospodář, které pro Čechy žijící v zahraničí vydávají v Texasu v USA. Redakce jí otiskla dvě vydané knihy na pokračování. Souběžně pro noviny píše příspěvky o zajímavých událostech v České republice.
Sedmnáct let, od roku 1991, se zapojila do studia vysílaného Českým rozhlasem Dvojka s názvem Akademie třetího věku. Jako jediná seniorka v republice se přihlásila na všechna vyhlášená témata. Četla doporučenou literaturu a zpracovávala obsáhlé odpovědi na uložené otázky. Obdržela 96 diplomů, většinou s vyznamenáním i s doprovodným dopisem od hodnotícího lektora.

## Vydané básnické sbírky
- 1996 – Podzimní sonety
- 2002 – Podzimní sonety, 2. vydání
- 2003 – Pocity mého nitra

## Vydané tituly prózy
- 1997 – Žila jsem ve XX. století, 1. díl, Dětství v Hodoníně, Nový domov Zlín
- 1998 – Žila jsem ve XX. století, 2. díl, Prázdniny v maminčiném kraji, Dospívání
- 1998 – Žila jsem ve XX. století, 3. díl, Změna života, Konec pracovní činnosti
- 1999 – Životní příběhy, Příběhy a úvahy
- 2000 – Vzpomínky
- 2001 – Žila jsem ve XX. století, 4. díl, Poslední období – stáří
- 2002 – Dopisy synům
- 2005 – Úvahy pro starší generaci k přemýšlení
- 2006 – Stáří jsem žila ve XXI. století, 1. díl, Dlouhověkost
- 2009 – Stáří jsem žila ve XXI. století, 2. díl, Dlouhověkost
- 2011 – Stáří jsem žila ve XXI. století, 3. díl, Dlouhověkost
- 2012 – Dopisy vnoučatům
- 2013 – Návrat k rodnému kraji
- 2014 – Stáří jsem žila ve XXI. století, 4. díl, Dlouhověkost